# George Grie
George Grie, född Jurij Gribanovskij (Юрий Грибановский) den 14 maj 1962 i Omsk, Sovjetunionen, är en rysk-kanadensisk konstnär mest känd för sina "neosurrealistiska" verk åstadkomna med hjälp av datorgrafik.

## Galleri

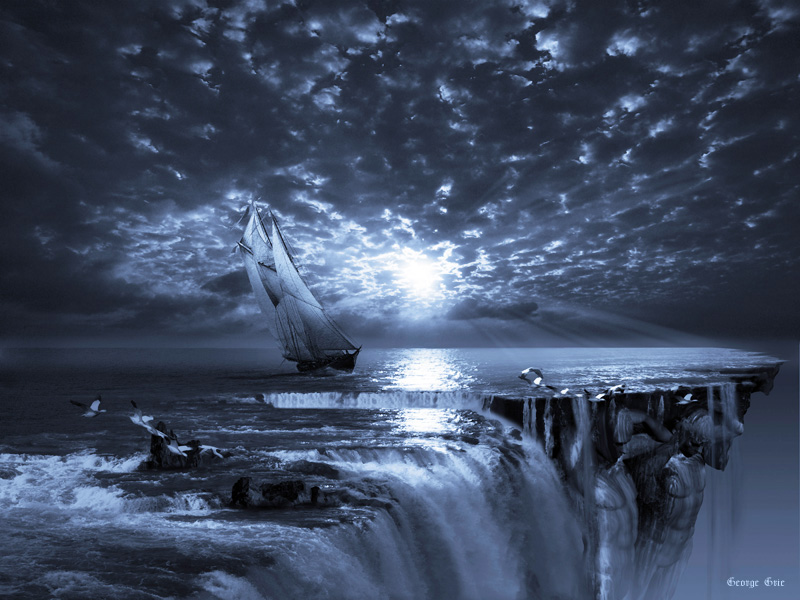
Final frontier voyager (2006)
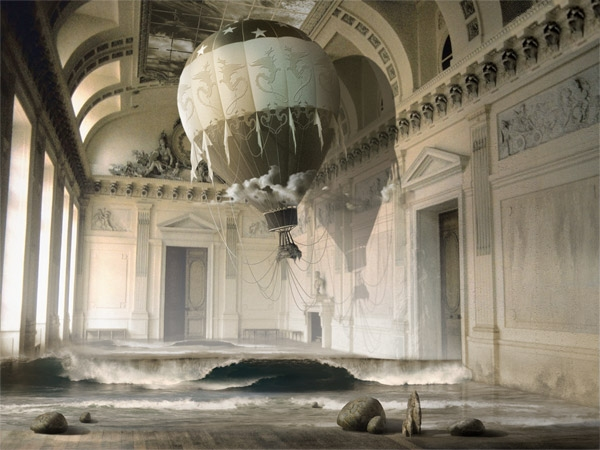
Arrested expansion (2006)
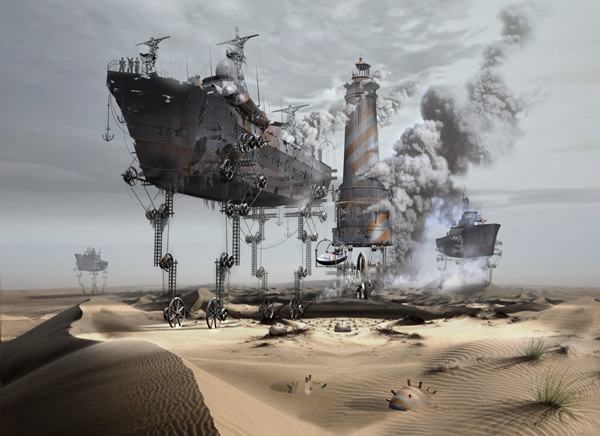
Dehydration (2004)
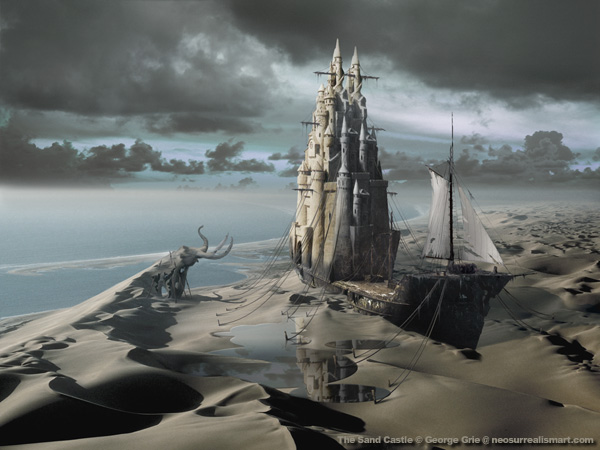
Sandcastle (2006)
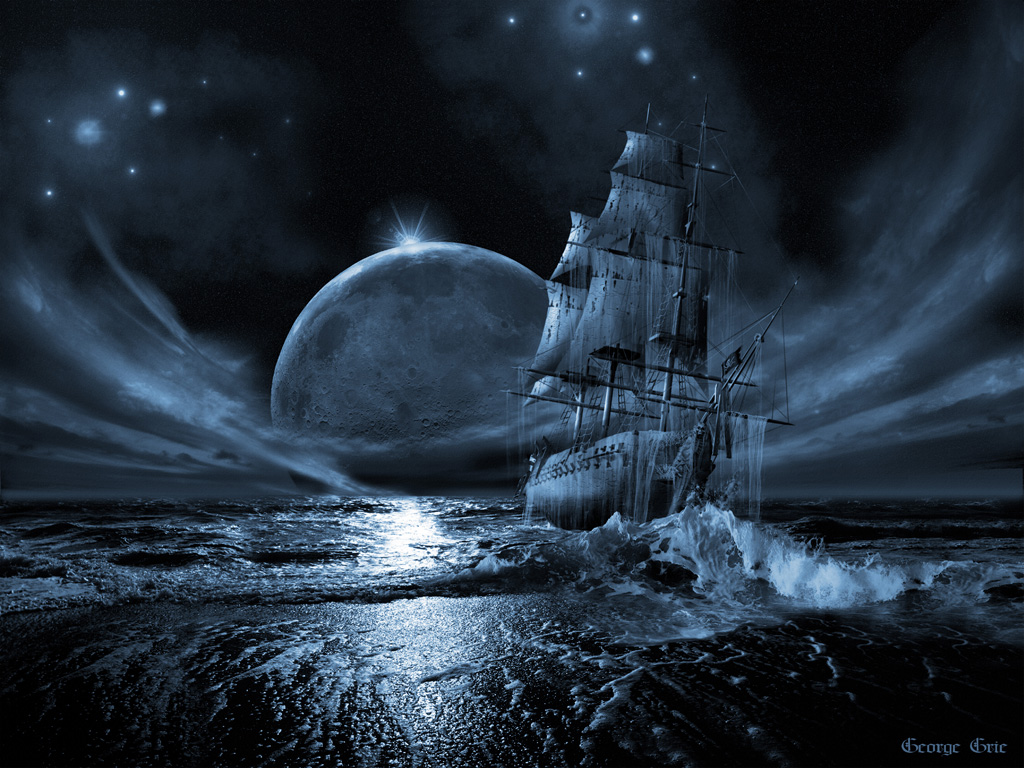
Ghost ship (2008)
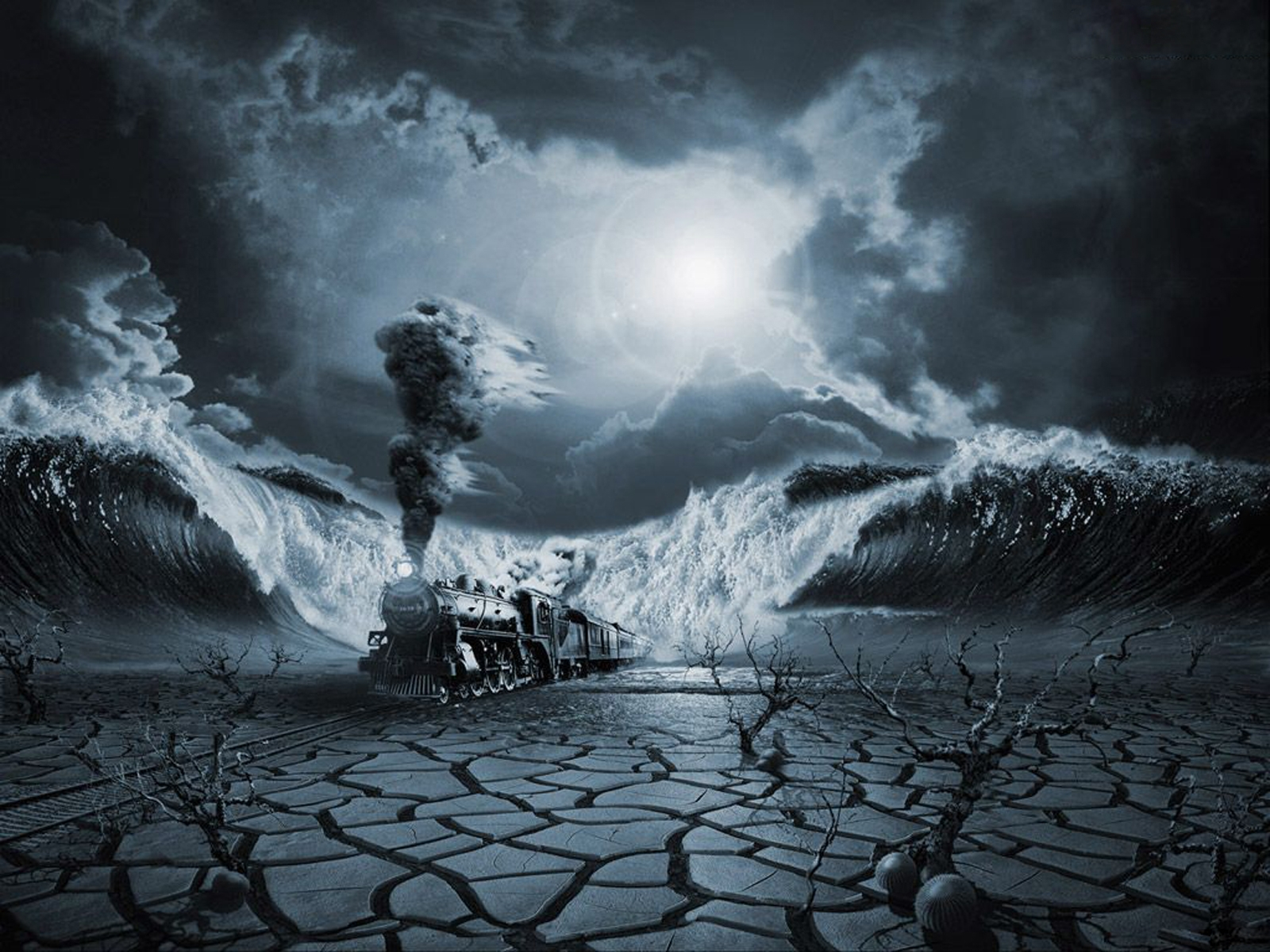
Panic attack (2007)